# Trivalvaria nervosa
Trivalvaria nervosa är en kirimojaväxtart som först beskrevs av Joseph Dalton Hooker och Thomas Thomson och som fick sitt nu gällande namn av James Sinclair.
Trivalvaria nervosa ingår i släktet Trivalvaria och familjen kirimojaväxter. IUCN kategoriserar arten globalt som livskraftig. Inga underarter finns listade i Catalogue of Life.